# Calibre .410
El calibre .410 es un cartucho de escopeta diseñado por Charles Eley y William Eley. El calibre .410 es un calibre de cartucho de escopeta de pequeño tamaño, otros cartuchos  de pequeño calibre son los cartuchos de percusión anular 6 mm Flobert y el cartucho .22 Long Rifle. La escopeta de calibre .410 cargada con cartuchos de perdigones es ideal para la caza menor y el manejo de plagas.

## Origen
El calibre .410 se comenzó a usar en el Reino Unido en algunas armas de fuego y armas de jardín. Los cartuchos de perdigones .410 aparecieron por primera vez en 1857. En 1874, los hermanos Eley anunciaban cartuchos de percusión central del calibre .410, este calibre se hizo popular alrededor del año 1900. El calibre .410 era el calibre recomendado para pistolas de jardín y armas de fuego cortas para defensa personal. La primera munición tenía dos pulgadas (50,8 mm) de largo, en comparación con la munición moderna que tiene un tamaño de 2,5 pulgadas (63,5 mm) y tres pulgadas (76 mm). 
Las escopetas del calibre .410 cargadas con cartuchos de perdigones son muy adecuadas para la caza menor y el control de plagas,  entre las posibles presas se incluyen codornices, conejos, palomas y tórtolas.
Si bien una .410 tiene una potencia de fuego inferior al cartucho tradicional de calibre 12 para uso defensivo, varias empresas comercializan armas defensivas con recámara de .410, como la escopeta Mossberg 500 Home Security Model, el revólver Smith & Wesson Governor y el revólver Taurus Judge. Las municiones defensivas, como los perdigones y las balas de escopeta son comunes.